# Einfamilienhaus Wilhelm Hofmann
Das Einfamilienhaus Wilhelm Hofmann liegt im Stadtteil Kötzschenbroda der sächsischen Stadt Radebeul, im Ledenweg 8. Es wurde 1934/1935 durch die Gebrüder Kießling für den Fabrikanten Wilhelm Hofmann errichtet.

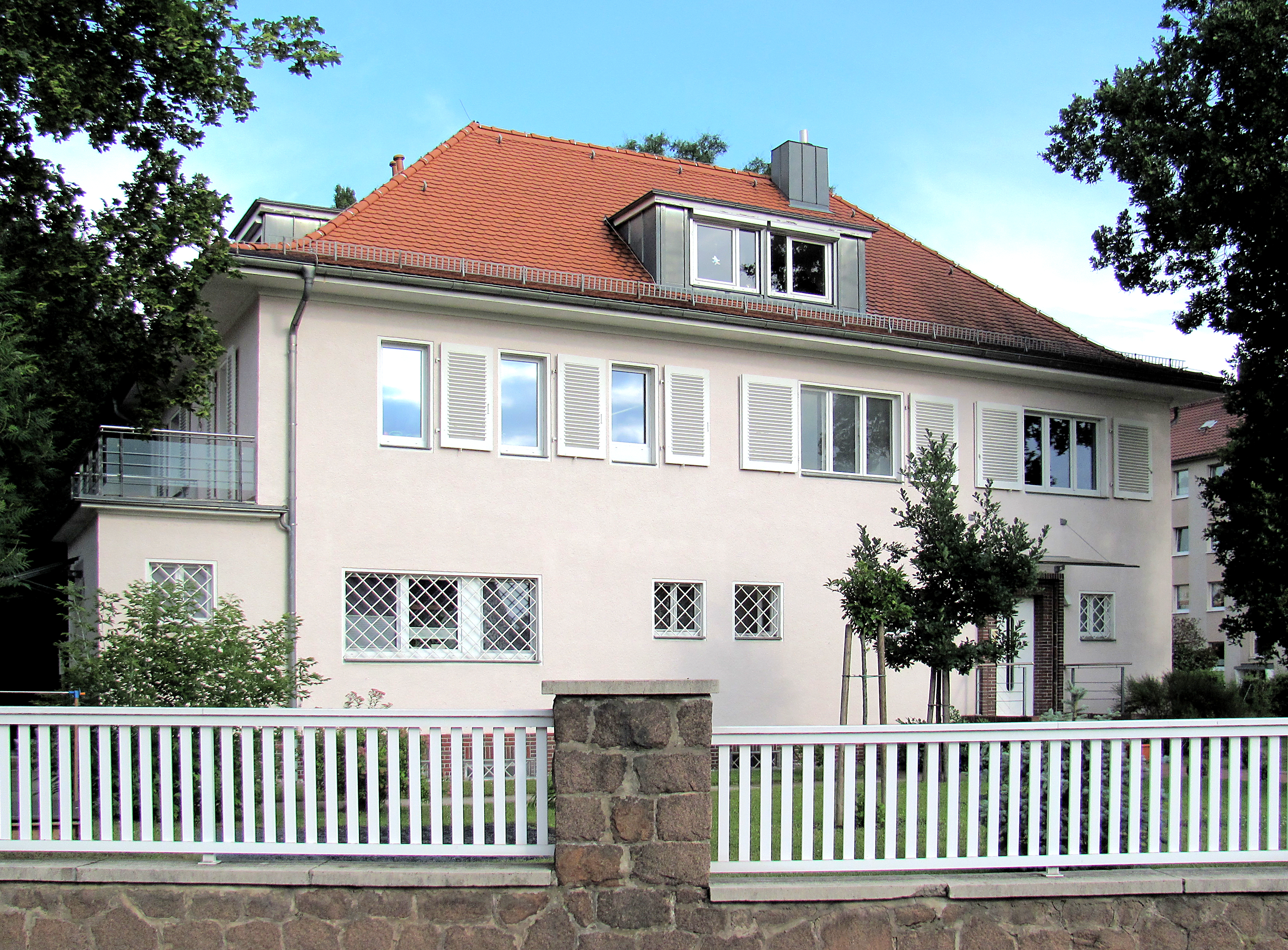
Einfamilienhaus Wilhelm Hofmann

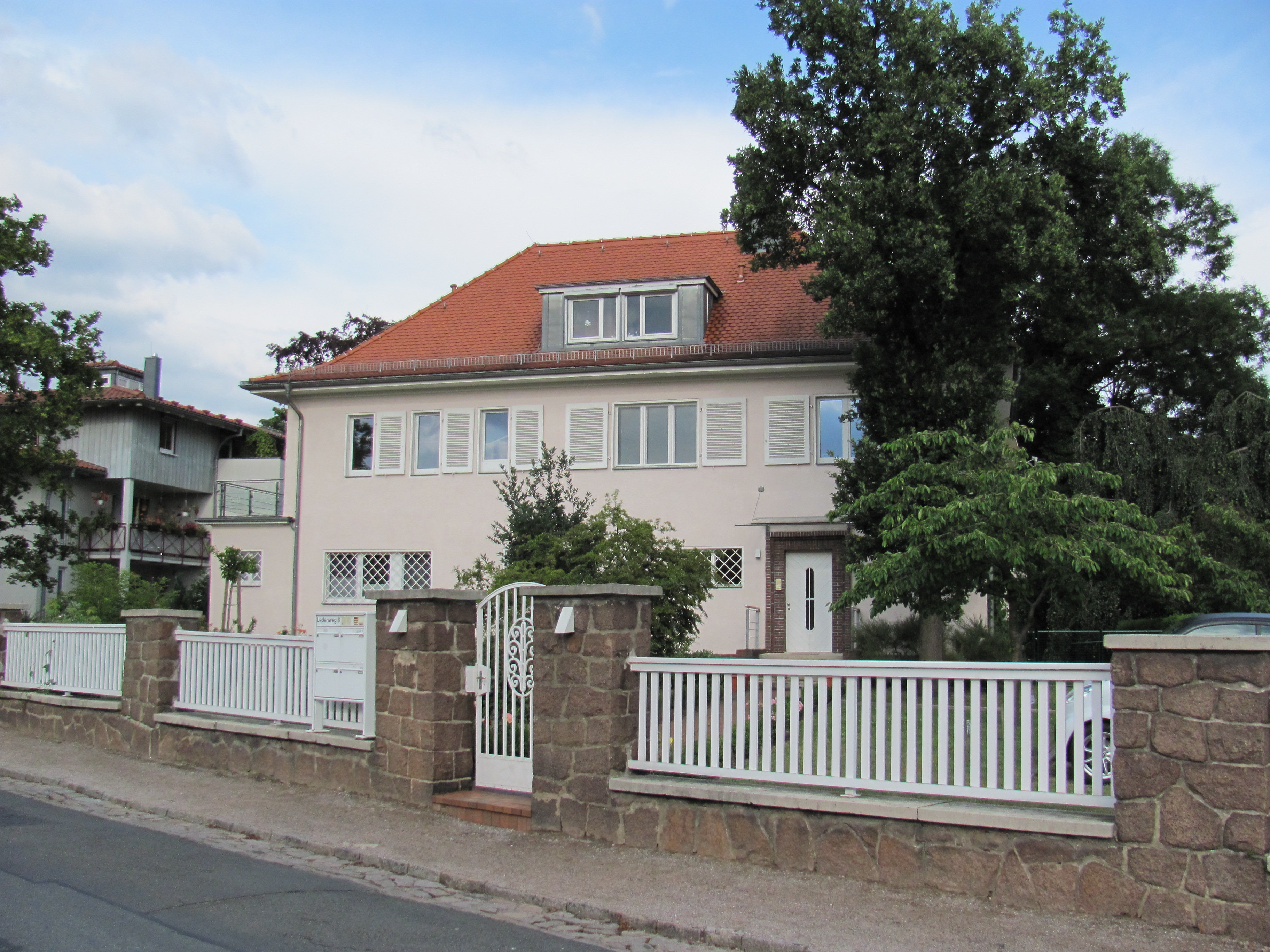
Einfamilienhaus Wilhelm Hofmann

## Beschreibung
Die zweigeschossige, mitsamt Einfriedung unter Denkmalschutz stehende Fabrikantenvilla steht auf einem ehemaligen großen Eckgrundstück zur Heinrich-Zille-Straße, dessen unmittelbare Straßenecke inzwischen nach Abtrennung bebaut wurde.  Das Gebäude hat einen Natursteinsockel und obenauf ein Walmdach mit einem großen Dachgesimsüberstand, auf allen Seiten mit Schleppgauben. Die Traufseite ist etwa Nord-Süd ausgerichtet, womit das Gebäude schräg zum Straßenverlauf steht.
Der betont schlichte Putzbau „im traditionalistischen Stil mit Anklängen an die Neue Sachlichkeit“ trägt unterschiedlich große Rechteckfenster mit unterschiedlichem Abstand innerhalb der Geschosse, im Obergeschoss mit Klappläden, im Erdgeschoss der Rückseite als Panoramafenster ausgebildet.
Der Eingang befindet sich in der Straßenansicht auf der rechten Seite, er ist von einem Klinkerband umgeben. Darüber hing ursprünglich eine Kragplatte, die inzwischen durch ein Glasvordach ersetzt wurde. In der nördlichen Seitenansicht steht ein eingeschossiger Söller. Auf der Rückseite des Gebäudes befindet sich eine breite Terrasse mit einer Freitreppe zum Garten.
Die Einfriedung besteht aus Holzzaunfeldern mit Deck- und Grundbrett zwischen bossierten Natursteinpfeilern mit Abdeckplatte.

## Geschichte
Johannes Wilhelm Hofmann, seit Anfang des 20. Jahrhunderts erfolgreicher Unternehmer in Kötzschenbroda, ließ sich 1934/1935 in der Nähe seiner repräsentativen und großen Hofmann-Villa, an der nächsten Straßenecke des gleichen Wohnblocks, ein etwas kleineres, modernes „Einfamilienhaus“ errichten. Im August 1934 beantragten die Gebrüder Kießling den Bau des von ihnen entworfenen Gebäudes anstelle eines aus dem Jahr 1873 stammenden Gebäudes im Schweizerstil.
Mit der Genehmigung ergingen Ausnahmebewilligungen zum Ortsbaugesetz hinsichtlich der Lichten Höhe, der Stellung des Gebäudes hinter die Bauflucht sowie der Überschreitung der Frontlänge. Die Ingebrauchnahmegenehmigung erfolgte im Juni 1935.

Houdini vor der Villa Frikell, 8. April 1903

Auf dem Grundstück vorn an der Straße lag die 1936 abgerissene Villa Frikell des 1903 verstorbenen Zauberkünstlers Wiljalba Frikell (ehemals als Ledenweg 6).
Heute wohnen beziehungsweise arbeiten mehrere Parteien in dem Haus.